# 200 mètres papillon masculin aux Jeux olympiques d'été de 2012
Navigation
Pékin 2008 Rio de Janeiro 2016
L'épreuve de 200 m papillon hommes des Jeux olympiques d'été de 2012 a eu lieu le 30 et le 31 juillet au London Aquatics Centre.

## Qualification
Pour participer à cette épreuve, les temps de qualification étaient de 1 min 56 s 86 pour le temps de qualification olympique (TQO) et de 2 min 00 s 95 pour le temps de sélection olympique (TSO) qui devaient être effectués entre le 1er mars 2011 et le 18 juin 2012. Un comité national olympique (CNO) pouvait inscrire 2 nageurs s'ils faisaient le TQO et 1 nageur s'il effectuait le TSO. Les CNO pouvaient inscrire des nageurs indépendamment du temps (1 nageur par sexe sur l'ensemble des épreuves) s'ils n'avaient pas de nageurs qui avaient réussi les temps de qualification nécessaires.

## Records
Avant cette compétition, les records dans cette discipline étaient les suivants :
| Record du monde  | 1 min 51 s 51 | Michael Phelps | États-Unis | 29 juillet 2009 | Rome (Italie) | ,     |
| Record olympique | 1 min 52 s 03 | Michael Phelps | États-Unis | 13 août 2008    | Pékin (Chine) | [ 4 ] |

## Médaillés
| Or           | Argent         | Bronze          |
| Chad le Clos | Michael Phelps | Takeshi Matsuda |

## Résultats

### Finale (31 juillet au soir)
| Rang                                | Ligne | Nom                 | Nationalité    | Temps         | Notes |
| ----------------------------------- | ----- | ------------------- | -------------- | ------------- | ----- |
| Médaille d'or, Jeux olympiques      | 5     | Chad le Clos        | Afrique du Sud | 1 min 52 s 96 | RAF   |
| Médaille d'argent, Jeux olympiques  | 6     | Michael Phelps      | États-Unis     | 1 min 53 s 01 |       |
| Médaille de bronze, Jeux olympiques | 4     | Takeshi Matsuda     | Japon          | 1 min 53 s 21 |       |
| 4                                   | 7     | Dinko Jukic         | Autriche       | 1 min 54 s 35 |       |
| 5                                   | 2     | Tyler Clary         | États-Unis     | 1 min 55 s 06 |       |
| 6                                   | 8     | Velimir Stjepanovic | Serbie         | 1 min 55 s 07 |       |
| 7                                   | 1     | Pawel Korzeniowski  | Pologne        | 1 min 55 s 08 |       |
| 8                                   | 3     | Chen Yin            | Chine          | 1 min 55 s 18 |       |

### Demi-finales (30 juillet au soir)

#### Demi-finale 1
| Rang | Ligne | Nom                | Nationalité    | Temps         | Notes  |
| ---- | ----- | ------------------ | -------------- | ------------- | ------ |
| 1    | 6     | Takeshi Matsuda    | Japon          | 1 min 54 s 25 | Q      |
| 2    | 5     | Chad le Clos       | Afrique du Sud | 1 min 54 s 34 | Q, RAF |
| 3    | 3     | Chen Yin           | Chine          | 1 min 54 s 43 | Q      |
| 4    | 4     | Tyler Clary        | États-Unis     | 1 min 54 s 93 | Q      |
| 5    | 2     | Peng Wu            | Chine          | 1 min 55 s 65 |        |
| 6    | 7     | Nick D'Arcy        | Australie      | 1 min 56 s 07 |        |
| 7    | 8     | Ioánnis Drymonákos | Grèce          | 1 min 58 s 05 |        |
| 8    | 1     | Chris Wright       | Australie      | 1 min 58 s 56 |        |

#### Demi-finale 2
| Rang | Ligne | Nom                 | Nationalité | Temps         | Notes |
| ---- | ----- | ------------------- | ----------- | ------------- | ----- |
| 1    | 3     | Michael Phelps      | États-Unis  | 1 min 54 s 53 | Q     |
| 2    | 4     | Dinko Jukic         | Autriche    | 1 min 54 s 95 | Q     |
| 3    | 7     | Pawel Korzeniowski  | Pologne     | 1 min 55 s 04 | Q     |
| 4    | 5     | Velimir Stjepanovic | Serbie      | 1 min 55 s 13 | Q     |
| 5    | 1     | Bence Biczó         | Hongrie     | 1 min 55 s 36 |       |
| 6    | 6     | Kazuya Kaneda       | Japon       | 1 min 55 s 56 |       |
| 7    | 2     | László Cseh         | Hongrie     | 1 min 55 s 88 |       |
| 8    | 8     | Nikolay Skvortsov   | Russie      | 1 min 56 s 53 |       |

### Séries (30 juillet le matin)
| Rang | Série | Ligne | Nom                  | Nationalité     | Temps         | Notes |
| ---- | ----- | ----- | -------------------- | --------------- | ------------- | ----- |
| 1    | 5     | 3     | Dinko Jukic          | Autriche        | 1 min 54 s 79 | Q     |
| 2    | 5     | 6     | Tyler Clary          | États-Unis      | 1 min 54 s 96 | Q     |
| 3    | 3     | 7     | Velimir Stjepanovic  | Serbie          | 1 min 54 s 99 | Q, RN |
| 4    | 3     | 3     | Chad le Clos         | Afrique du Sud  | 1 min 55 s 23 | Q     |
| 5    | 5     | 4     | Michael Phelps       | États-Unis      | 1 min 55 s 53 | Q     |
| 6    | 3     | 5     | Chen Yin             | Chine           | 1 min 55 s 60 | Q     |
| 7    | 3     | 6     | Kazuya Kaneda        | Japon           | 1 min 55 s 70 | Q     |
| 8    | 4     | 4     | Takeshi Matsuda      | Japon           | 1 min 55 s 81 | Q     |
| 9    | 4     | 3     | László Cseh          | Hongrie         | 1 min 55 s 86 | Q     |
| 10   | 3     | 4     | Wu Peng              | Chine           | 1 min 55 s 88 | Q     |
| 11   | 5     | 2     | Pawel Korzeniowski   | Pologne         | 1 min 56 s 09 | Q     |
| 12   | 5     | 5     | Nick D'Arcy          | Australie       | 1 min 56 s 25 | Q     |
| 13   | 4     | 5     | Bence Biczó          | Hongrie         | 1 min 56 s 51 | Q     |
| 14   | 5     | 1     | Chris Wright         | Australie       | 1 min 56 s 69 | Q     |
| 15   | 4     | 1     | Nikolay Skvortsov    | Russie          | 1 min 56 s 76 | Q     |
| 16   | 3     | 1     | Ioánnis Drymonákos   | Grèce           | 1 min 56 s 97 | Q     |
| =17  | 4     | 6     | Kaio Almeida         | Brésil          | 1 min 56 s 99 |       |
| =17  | 3     | 2     | Joe Roebuck          | Grande-Bretagne | 1 min 56 s 99 |       |
| 19   | 4     | 7     | Marcin Cieslak       | Pologne         | 1 min 57 s 07 |       |
| 20   | 5     | 7     | Roberto Pavoni       | Grande-Bretagne | 1 min 57 s 55 |       |
| 21   | 4     | 2     | Leonardo de Deus     | Brésil          | 1 min 58 s 03 |       |
| 22   | 2     | 3     | Pedro Oliveira       | Portugal        | 1 min 58 s 45 |       |
| 23   | 4     | 8     | Stefanos Dimitriadis | Grèce           | 1 min 58 s 79 |       |
| 24   | 3     | 8     | Robert Zbogar        | Slovénie        | 1 min 58 s 99 |       |
| 25   | 2     | 8     | Mauricio Fiol        | Pérou           | 1 min 59 s 02 |       |
| 26   | 5     | 8     | Joseph Schooling     | Singapour       | 1 min 59 s 18 |       |
| 27   | 2     | 1     | Marcos Lavado        | Venezuela       | 1 min 59 s 31 |       |
| 28   | 2     | 2     | Illya Chuyev         | Ukraine         | 1 min 59 s 65 |       |
| 29   | 2     | 5     | Alexandru Coci       | Roumanie        | 1 min 59 s 67 |       |
| 30   | 2     | 7     | Hsu Chi-Chieh        | Taipei chinois  | 1 min 59 s 81 |       |
| 31   | 2     | 6     | David Sharpe         | Canada          | 1 min 59 s 87 |       |
| 32   | 1     | 4     | Gal Nevo             | Israël          | 1 min 59 s 98 |       |
| 33   | 2     | 4     | Alexandre Liess      | Suisse          | 2 min 00 s 13 |       |
| 34   | 1     | 3     | Omar Pinzon          | Colombie        | 2 min 02 s 32 |       |
| 35   | 1     | 6     | Diego Castillo       | Panama          | 2 min 04 s 72 |       |
| 36   | 1     | 5     | Yousef Al-Askari     | Koweït          | 2 min 05 s 41 |       |
| 37   | 1     | 2     | Hocine Haciane       | Andorre         | 2 min 06 s 37 |       |